# Amaru (Buzău)
Pour l’article homonyme, voir Amaru.
Amaru est une commune du județ de Buzău en Roumanie.